# LP3
Pour les articles homonymes, voir LP3 (homonymie).
Albums de Ratatat
Ratatat Remixes Vol. 2
(2007) LP4
(2010)
LP3 est le troisième album du groupe Ratatat, paru en 2008.

## Liste des morceaux
| No  | Titre        | Durée |
| --- | ------------ | ----- |
| 1.  | Shiller      | 4:18  |
| 2.  | Falcon Jab   | 3:55  |
| 3.  | Mi Viejo     | 2:40  |
| 4.  | Mirando      | 3:52  |
| 5.  | Flynn        | 1:56  |
| 6.  | Bird-Priest  | 3:07  |
| 7.  | Shempi       | 3:58  |
| 8.  | Imperials    | 3:34  |
| 9.  | Dura         | 3:08  |
| 10. | Bruleé       | 3:43  |
| 11. | Mumtaz Khan  | 2:38  |
| 12. | Gipsy Threat | 1:38  |
| 13. | Black Heroes | 4:06  |